# Lijst van Tweede Kamerleden 1842-1845
De samenstelling van de Tweede Kamer der Staten-Generaal 1842-1845 biedt een overzicht van de Tweede Kamerleden in de periode tussen oktober 1842 en oktober 1845. De zittingsperiode ging in op 18 oktober 1842 en eindigde op 20 oktober 1845.
Er waren toen 58 Tweede Kamerleden, die verkozen werden door de Provinciale Staten van de 11 provincies die Nederland toen telde. Tweede Kamerleden werden verkozen voor een periode van drie jaar. Elk jaar werd een derde van de Tweede Kamer vernieuwd.

## Samenstelling na de verkiezingen van 1842

### Regeringsgezinden (26 zetels)
- Pieter van Akerlaken[1][2]
- Hugo Adriaan van Bleyswijk[1][2]
- Johannes van den Bosch[3][4]
- Wybe Bernhardus Buma[5][2]
- François Constantijn Willem Druyvesteyn[1]
- Johannes Enschedé[1]
- Daniël Théodore Gevers van Endegeest[3][6]
- Joseph Gockinga[7][6]
- Walraven Robbert van Heeckeren van Brandsenburg[8][2]
- Johan Gulielmus Hinlópen[7]
- Jan Cornelis Reinier van Hoorn[3][6]
- Arnoldus Josephus Ingenhousz[9][2]
- Hendrik Menso[8]
- Arnold Hendrik Theodoor Michiels van Verduynen[10]
- Christiaan Jacques Adriaan van Nagell van Ampsen[11][6]
- Cornelis Bastiaan Nederburgh[3]
- Pierre Marie Joseph François Petit[10][2]
- Frederik van Rappard[11][2]
- Ocker Repelaer van Molenaarsgraaf[3]
- Roeland Scheers van Harencarspel[11]
- Jacob Lodewijk Snouck Hurgronje[7][2]
- Cornelis Star Busmann[12][4]
- Cornelis Anne den Tex[1][6]
- Tiete Solkes Tromp[5][6]
- Jan Diederik van Tuyll van Serooskerken[9][6]
- Pieter Benjamin Johan Vegilin van Claerbergen[5]

### Gematigde liberalen (23 zetels)
- Hendrik Backer[1][2]
- Willem Boreel van Hogelanden[3]
- Seerp Brouwer[5][6]
- George Isaäc Bruce[13]
- Jan Corver Hooft[1][6]
- Willem Herman Cost Jordens[13]
- Jan Karel van Goltstein[8][6]
- Paulus Gouverneur[9]
- Reinier Saris van der Gronden[13][6]
- Daniël Hooft Jzn.[1]
- Gerrit Kniphorst[14][2]
- Johannes Luyben[9][2]
- Hendrik Jacob Herman Modderman[12][2]
- Jacobus Arnoldus Mutsaers[9][2]
- Johan Theodoor Hendrik Nedermeyer van Rosenthal[11][6]
- Jacob Gerard van Nes van Meerkerk[3][6]
- Abram van Rijckevorsel[3][2]
- Roverius Petrus Romme[9][6]
- Leopold van Sasse van Ysselt[9]
- Pieter Carel Schooneveld[3][2]
- Jacobus Johannes Uytwerf Sterling[1][2]
- Gerardus Wouter Verweij Mejan[3][6]
- Antoine Warin[1][2]

### Liberalen (8 zetels)
- Sebastiaan Hendrik Anemaet[3][6]
- Josias de Backer[7][6]
- Edmond Willem van Dam van Isselt[11][2]
- Nicolaas van Heloma[5][2]
- Lodewijk Caspar Luzac[3][6]
- Maximiliaan Jacob de Man[11]
- Jan Ernst van Panhuys[12][6]
- Jacob Hendrik van Rechteren van Appeltern[13][2]

### Separatisten (1 zetel)
- Jean Joseph François Marie Hubert Cornéli[10][6]

## Bijzonderheden
- Bij de verkiezingen van 1842 werden 18 Tweede Kamerleden verkozen, zij werden op 18 oktober 1842 geïnstalleerd.
- Seerp Brouwer (regeringsgezinden) kwam op 24 oktober 1842 in de Tweede Kamer als opvolger van de in 1840 verkozen Sjuck van Welderen Rengers, die op 17 oktober dat jaar ontslag had genomen.

## Tussentijdse mutaties

### 1843
- 7 juni: Pieter Benjamin Johan Vegilin van Claerbergen (regeringsgezinden) verliet de Tweede Kamer om persoonlijke redenen. De Provinciale Staten van Friesland verkozen Albartus Telting als zijn opvolger, hij werd op 11 augustus dat jaar geïnstalleerd.
- 9 juli: Jan Diederik van Tuyll van Serooskerken (regeringsgezinden) overleed. De Provinciale Staten van Noord-Brabant verkozen Jan Olphert de Jong van Beek en Donk (gematigde liberalen) als zijn opvolger, hij werd op 22 augustus dat jaar geïnstalleerd.
- Bij de verkiezingen dat jaar werd het mandaat van 20 Tweede Kamerleden hernieuwd. Volgende Tweede Kamerleden werden niet herkozen of waren geen kandidaat meer voor een hernieuwing van hun mandaat: Joseph Gockinga (regeringsgezinden) in Groningen, Jan Cornelis Reinier van Hoorn (regeringsgezinden) en Jacob Gerard van Nes van Meerkerk (gematigde liberalen) in Zuid-Holland en Reinier Saris van der Gronden (gematigde liberalen) in Overijssel. Hun mandaat liep af op 16 oktober 1843.
- Hun opvolgers waren Tjalling Petrus Tresling, Jeremias Cornelis Faber van Riemsdijk (beiden regeringsgezinden), Engel Pieter de Monchy (liberalen) en Albertus Jacobus Duymaer van Twist (gematigde liberalen). Tresling en Duymaer van Twist werden geïnstalleerd op 16 oktober 1843, de Monchy een dag later en Faber van Riemsdijk werd geïnstalleerd op 19 oktober 1843.

### 1844
- 8 januari: Johannes van den Bosch (regeringsgezinden) overleed. De Provinciale Staten van Zuid-Holland verkozen Johan Rudolph Thorbecke (liberalen) als zijn opvolger, hij werd op 21 mei dat jaar geïnstalleerd.
- 21 maart: Leopold van Sasse van Ysselt (gematigde liberalen) overleed. De Provinciale Staten van Noord-Brabant verkozen Louis van Sasse van Ysselt (liberalen) als zijn opvolger, hij werd op 21 mei dat jaar geïnstalleerd.
- 12 juli: Tjalling Petrus Tresling (regeringsgezinden) overleed. De Provinciale Staten van Groningen verkozen Berend Wichers (liberalen) als zijn opvolger, hij werd op 22 oktober dat jaar geïnstalleerd.
- Bij de verkiezingen dat jaar werd het mandaat van 20 Tweede Kamerleden hernieuwd. Volgende Tweede Kamerleden werden niet herkozen of waren geen kandidaat meer voor een hernieuwing van hun mandaat: Wybe Bernhardus Buma (regeringsgezinden) in Friesland, Arnoldus Josephus Ingenhousz (regeringsgezinden) in Noord-Brabant, Pierre Marie Joseph François Petit (regeringsgezinden) in Limburg, Frederik van Rappard (regeringsgezinden) in Gelderland, Abram van Rijckevorsel (gematigde liberalen) in Zuid-Holland en Antoine Warin (gematigde liberalen) in Noord-Holland. Hun mandaat liep af op 21 oktober 1844.
- Hun opvolgers waren Schelto van Heemstra, Lambertus Dominicus Storm, Martin Pascal Hubert Strens, Jacobus Mattheüs de Kempenaer (allen liberalen), Mari Aert Frederic Henri Hoffmann (regeringsgezinden) en Johannes Sebastiaan van Naamen (gematigde liberalen). Storm en Strens werden op 21 oktober 1843 geïnstalleerd, de anderen een dag later.
- 17 december: Tiete Solkes Tromp (regeringsgezinden) overleed. De Provinciale Staten van Friesland verkozen Georgius Hiddema Jongsma als zijn opvolger, hij werd op 6 februari 1845 geïnstalleerd.

### 1845
- 28 juni: Seerp Brouwer (gematigde liberalen) vertrok uit de Tweede Kamer. Er werd in deze zittingsperiode niet meer in vervanging van zijn vacature voorzien.
- 9 juli: Jacob Hendrik van Rechteren van Appeltern (liberalen) overleed. Er werd in deze zittingsperiode niet meer in vervanging van zijn vacature voorzien.
- 23 juli: Walraven Robbert van Heeckeren van Brandsenburg (regeringsgezinden) overleed. Er werd in deze zittingsperiode niet meer in vervanging van zijn vacature voorzien.